# Linckia nodosa
Linckia nodosa är en sjöstjärneart som beskrevs av Perrier 1875. Linckia nodosa ingår i släktet Linckia och familjen Ophidiasteridae. Inga underarter finns listade i Catalogue of Life.